# Pacifique de Provins
Pour les articles homonymes, voir Provins (homonymie).
Pacifique de Provins, de son vrai nom René de L'Escale, né en 1588 à Provins et mort en mai 1648 sur la Côte Sauvage en Amérique du Sud, est un missionnaire capucin français ayant séjourné au Proche et au Moyen-Orient avant de visiter les Antilles françaises durant la première moitié du XVIIe siècle. 
Il est l'auteur de deux ouvrages publiés, Le Voyage de Perse (1631) et le la Brève relation du voyage dans les Îles d'Amérique (1646).

## Biographie
Il entre chez les Frères mineurs capucins le 16 juin 1605. 
Il effectue pour son ordre un premier voyage en 1622-1623 à Constantinople, puis en Terre sainte et en Syrie avant de revenir à Rome.
En 1627, il établit une mission à Ispahan sous l'égide du cardinal de Richelieu et du Père Joseph et avec l'accord bienveillant du shah Abbas Ier le Grand.

## Œuvres
- 1622 : Lettre du P. Pacifique de Provins,... envoyée au R. P. Joseph Le Clerc,... sur l'estrange mort du grand Turc, 1622.
- 1631: Relation du Voyage de Perse, Paris, Chez Nicolas et Jean de la Coste, 1631.
- 1646: Brève relation du voyage des Îles d'Amérique, Paris, Chez Nicolas et Jean de la Coste, 1646.

## Éditions
Pacifique de Provins et Maurile de Saint-Michel, Missionnaires capucins et carmes aux Antilles, édition critique de Bernard Grunberg, Benoît Roux et Josiane Grunberg, Paris, L’Harmattan, 2013.